# Kist
Kist se kao oprema za slikarstvo koristi za nanošenje boje primjerice na papir, zid, i druge površine. Vrste kistova se razlikuju u veličini, ali i obliku i rasporedu. 
Kistovi se mogu koristiti i primjerice u arheologiji gdje služe za brisanje prašine s objekata ili u kozmetici.